# Kostel svatého Ondřeje (Popice)
Kostel svatého Ondřeje je římskokatolický chrám v Popicích v okrese Břeclav. Jde o farní kostel římskokatolické farnosti Popice u Hustopečí. Je chráněn jako kulturní památka České republiky.
Jde o původně románskou stavbu, která byla v letech 1696-1699 rozsáhle přestavěna, kostel byl prodloužen a byla vystavěna nová věž, pokrytá šindelem. Ta při požáru obce v roce 1716 vyhořela. Věž získala v roce 1781 cibulový tvar, stavitelem byl Andreas Voith z Popic. Podruhé věž kostela vyhořela roku 1806, současnou podobu má z roku 1860.
Interiér kostela je barokní. Vedlejší oltáře jsou zasvěceny Panně Marii Pomocné a sv. Antonínu Paduánskému.